# Tiburcio José de la Hermosa
Tiburcio José de la Hermosa fue un político peruano. Fue uno de los firmantes del Acta de Independencia del Perú.
Fue miembro del Congreso Constituyente de 1822 por el departamento de Huaylas. Dicho congreso constituyente fue el que elaboró la primera constitución política del país.